# Mogens Just
Mogens Just Mikkelsen (Bogense, 23 de octubre de 1962) es un deportista danés que compitió en vela en la clase Star.
Ganó una medalla de plata en el Campeonato Mundial de Star de 1990 y tres medallas en el Campeonato Europeo de Star entre los años 1989 y 1993.

## Palmarés internacional
| \| Campeonato Mundial \| Campeonato Mundial \| Campeonato Mundial \| Campeonato Mundial \| \| Año \| Lugar \| Medalla \| Clase \| \| ------------------ \| -------------------------- \| ------------------ \| ------------------ \| \| 1990 \| Cleveland (Estados Unidos) \| Medalla de plata \| Star \| \| Campeonato Europeo \| \| \| \| \| Año \| Lugar \| Medalla \| Clase \| \| 1989 \| Travemünde (RFA) \| Medalla de plata \| Star \| \| 1992 \| Hyères (Francia) \| Medalla de oro \| Star \| \| 1993 \| Skødstrup (Dinamarca) \| Medalla de oro \| Star \| |                            |                  |       |
| Campeonato Mundial |                            |                  |       |
| Año | Lugar                      | Medalla          | Clase |
| 1990 | Cleveland (Estados Unidos) | Medalla de plata | Star  |
| Campeonato Europeo |                            |                  |       |
| Año | Lugar                      | Medalla          | Clase |
| 1989 | Travemünde (RFA)           | Medalla de plata | Star  |
| 1992 | Hyères (Francia)           | Medalla de oro   | Star  |
| 1993 | Skødstrup (Dinamarca)      | Medalla de oro   | Star  |